# 거문초등학교 동도분교
거문초등학교 동도분교(巨文初等學校 東島分校)는 대한민국 전라남도 여수시에 있었던 공립 초등학교이다.

## 학교 연혁
- 1925년 9월 1일 : 동명사립학원 설립
- 1930년 4월 30일 : 동도사립보통학교 개칭
- 1938년 4월 1일 : 동도사립심상소학교로 개칭
- 1941년 6월 15일 : 동도공립국민학교로 승격
- 1950년 4월 1일 : 동도국민학교로 개칭
- 1988년 2월 12일 : 제58회 졸업식(1612명)
- 1988년 3월 1일 : 거문국민학교 동도분교로 편입
- 1996년 3월 1일 : 거문초등학교 동도분교로 개칭
- 2020년 8월 31일 : 폐교[1]